# Jeannine Mukanirwa
 (mars 2023).
Jeannine Mukanirwa Tshimpambu, née en 1965, est une militante congolaise des droits des femmes. Elle est reconnue par Amnesty International pour son travail en faveur des droits des femmes et de la promotion des femmes.

## Biographie
Jeannine Mukanirwa a deux enfants, elle commence son travail de militante des droits des femmes en 1989. En 2001, elle est vice-présidente de Promotion et Appui aux Initiatives Féminines (PAIF), une organisation congolaise de défense des droits des femmes. Le 26 janvier, elle est arrêtée par les autorités congolaises pour son implication présumée dans l'assassinat du président Laurent-Désiré Kabila, libérée le mois suivant, elle déménage ensuite au Canada pour éviter la persécution politique, mais continue à travailler pour PAIF. Au début des années 2000, elle condamne le viol perpétré des femmes dans l'Est du Congo. En 2002, Amnesty International lui décerne le prix Ginetta Sagan pour son travail en faveur des droits des femmes et de la promotion de la paix,.
Mukanirwa supervise la publication d'une brochure sur la violence contre les femmes au Congo en 2007. En 2009, elle est devenue la coordinatrice du projet de consolidation de la paix de Medica Mondiale au Congo. En 2018, elle s'est présentée comme candidate lors de l'élection de décembre 2018, étant la seule femme sur les cinq candidats qui se sont présentés à cette élection.